# Tessa Allen
Tessa Allen (Manhattan Beach, 7 agosto 1996) è un'attrice statunitense.

## Biografia
Tessa è nata nell'area di Los Angeles, in California, nel 1996. È la più giovane di quattro figli: Adeline, Jeanne e Madison. Inizia a recitare all'età di 5 anni, interpretando il ruolo di Gracie in Via dall'incubo nel 2002. Nel 2001 ottiene il ruolo di Hannah Hansen nella serie TV della NBC Providence fino al 2002. Nel 2004 entra nel cast di General Hospital nel ruolo di Lulu Spencer restando fino al 2006. Recita anche in CSI: Miami.

## Filmografia

### Cinema
- Via dall'incubo (Enough), regia di Michael Apted (2002)
- Walls of Jericho, regia di Douglas Fahleson - cortometraggio (2005)
- Open House, regia di Michelle O'Keefe - cortometraggio (2007)
- Little Canyon, regia di Olivia Silver (2008)

### Televisione
- Providence - serie TV, 29 episodi (2001-2002)
- CSI Miami - serie TV, episodio 1x24 (2003)
- General Hospital - serie TV, 24 episodi (2004-2006)